# Scheiblingstein
Scheiblingstein ist ein Ort im Wienerwald in Niederösterreich, und gehört zur Katastralgemeinde und Ortschaft Weidlingbach der Stadtgemeinde Klosterneuburg im Bezirk Tulln. Ein kleiner Ortsteil gehört auch zur Gemeinde Mauerbach im Bezirk Sankt Pölten-Land.

## Geographie
Der Ort befindet sich halbwegs nordwestlich zwischen vom Wiener Stadtzentrum nach Tulln, je 13 Kilometer von beiden direkt an der Stadtgrenze von Wien, gut 9 km südwestlich von Klosterneuburg und 3 km westlich von Weidlingbach direkt unterhalb.
Der Ort liegt auf dem 508 m ü. A. hohen Scheiblingsteinberg. Der Klosterneuburger Teil liegt westlich des Gipfels auf um 485 m ü. A. und umfasst etwa 325 Adressen. Ein Gehöft östlich des Gipfels gehört schon zu Mauerbach. Am Ortsrand führt die L120 von Neuwaldegg nach Königstetten.
|                                  | Steinriegl (Gem. St. Andrä-Wördern, Bez. Tulln, NÖ)                                 |                                                    |
| Einsiedelei (Gem. Mauerbach, NÖ) | Kompassrose, die auf Nachbargemeinden zeigt                                         | Weidlingbach (Gem. Klosterneuburg, Bez. Tulln, NÖ) |
|                                  | Steinbach[tal] (Gem. Mauerbach, Bez. St. Pölten-Land, NÖ resp. 14. Bez. Penzing, W) | Hinterhainbach (14. Bez. Penzing, W)               |

## Geschichte
In dieser Gegend des Wienerwaldes haben seit mindestens vier Jahrtausenden Menschen gelebt. Im Jahre 1914 wurden auf dem Simonsberg in Weidlingbach Wohngruben aus der Jungsteinzeit entdeckt. Darüber hinaus gibt es in dieser Gegend Nachweise für eine Bevölkerung von Veneto-Illyrern (ca. 500–300 v. Chr.) und von Kelten ab dem zweiten vorchristlichen Jahrhundert.
Der Scheiblingstein gehörte im ersten Jahrhundert v. Chr. zum Königreich Norikum, das im Jahre 15 v. Chr. vom Römischen Reich annektiert wurde. Die Herrschaft der Römer dauerte bis ins fünfte Jahrhundert. Zu dieser Zeit entstand die erste Straße über den Scheiblingstein, die von Comagena (Tulln) über Königstetten, den Scheiblingstein, den Exelberg und entlang des Alsbaches nach Vindobona führte.

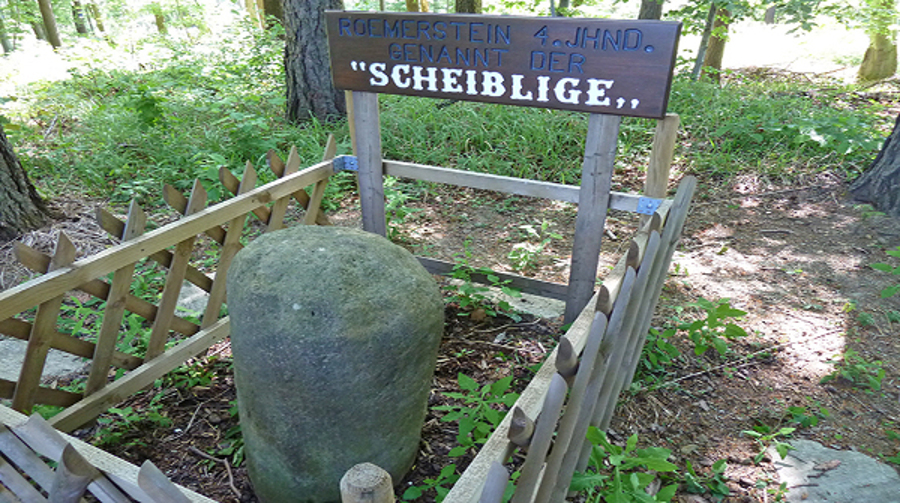
Römischer Meilenstein aus dem IV. Jahrhundert

Am Scheiblingstein befindet sich auch jetzt noch ein römischer Meilenstein, der seit dem Jahre 1324 immer wieder in Urkunden erwähnt wurde. Archäologen sind davon überzeugt, dass dieser Stein aus der Zeit des Kaisers Valentinian I. stammt. Der Stein, eine schlichte runde Säule, nach oben kappenförmig abgerundet, wurde in einer Urkunde aus dem 17. Jahrhundert als „Scheibling- oder Mühlstein“ bezeichnet und hat so dem Berg und dem Ort den Namen gegeben. Tonscherben von Krügen und Schüsseln, sowie Werkzeuge und Münzen aus dem 2., 11., 12., 13. und 14. Jahrhundert wurden 1982 gefunden und beweisen, dass der Scheiblingstein sowohl zur Römerzeit als auch im Mittelalter bewohnt war.
Seit dem 17. Jahrhundert gibt es Aufzeichnungen über einen alten Gutshof und zwei andere Häuser und deren Bewohner, sowie Funde von Perlmutter-Stücken, die darauf hinweisen, dass sich die damals am Scheiblingstein angesiedelten Holzfäller und Köhler auch mit dem Schleifen von Perlmutter befasst haben.
Bei der zweiten Türkenbelagerung von Wien im Jahre 1683 sammelten sich Teile der Truppen des Herzogs von Lothringen und des Polenkönigs Sobieski im Tullnerfeld, zogen über den Scheiblingstein und leisteten durch ihr machtvolles Eingreifen vom Exelberg aus einen entscheidenden Beitrag zum Sieg des Entsatzheeres und zur Vertreibung der Türken.
Mit der Fertigstellung der neuen Straße von Königstetten nach Dornbach im Jahre 1863 wurde der Scheiblingstein für viele Wiener zum Ausflugsziel einer sogenannten „großen Landpartie“ mit der Pferdekutsche. Bekannte Persönlichkeiten, wie der Chirurg Theodor Billroth und der Komponist Johannes Brahms, wanderten öfter auf den Scheiblingstein, wie ihren Briefen zu entnehmen ist.
Im 20. Jahrhundert begann die Besiedlung: In den Jahren 1932/33 wurden 220 Parzellen an Wiener Bürger verkauft, die nur zum Wochenende hier wohnten. Die wirtschaftliche Lage der 1930er Jahre und die Kriegswirren in den 1940er Jahren hielten Umfang und Art der Besiedlung jedoch in sehr bescheidenen Grenzen. Die elektrische Versorgung konnte im Jahr 1950 erreicht werden, da sehr viel ehrenamtliche Leistung der Bevölkerung erbracht wurde.

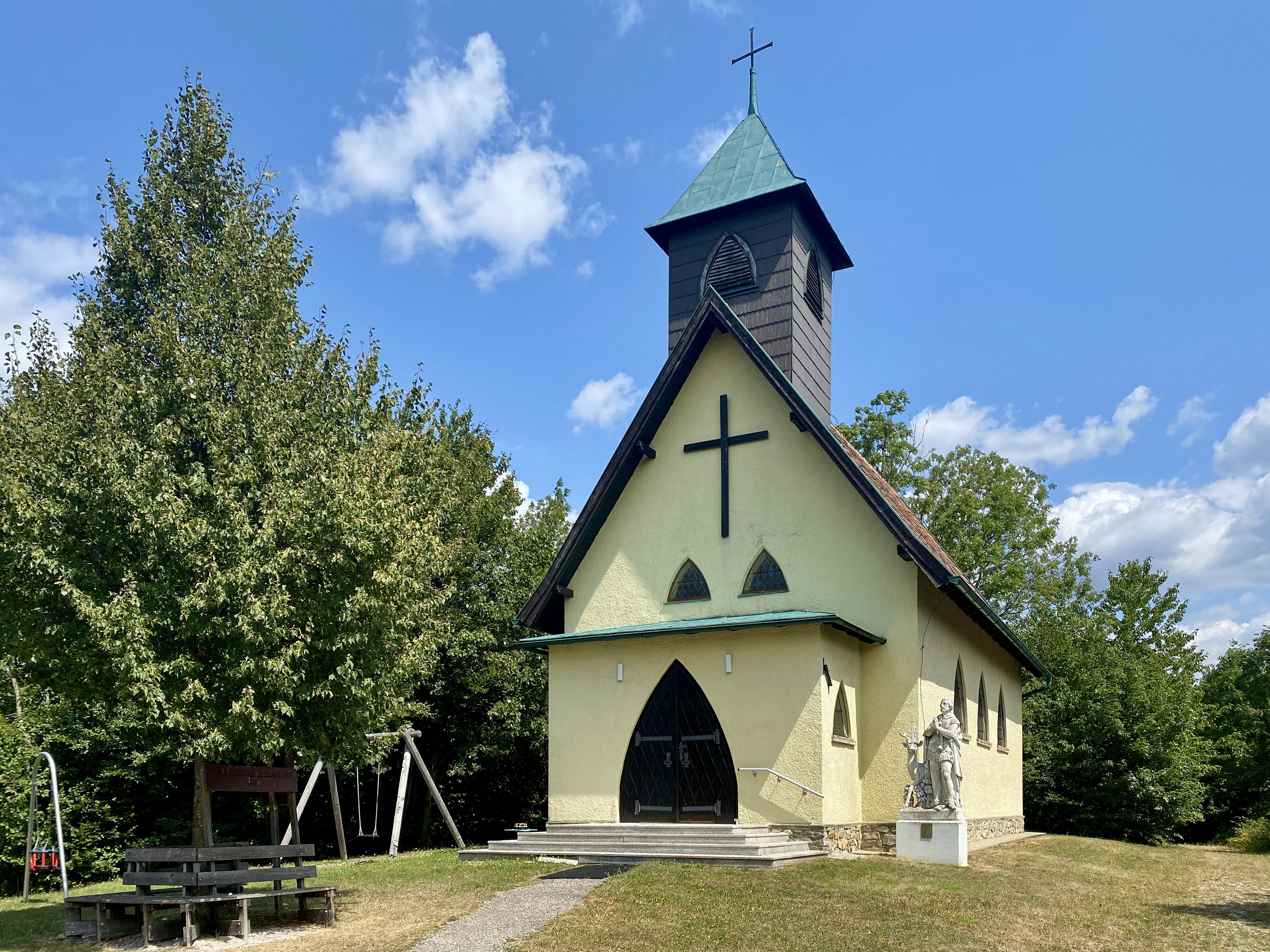
Sankt-Hubertus-Kapelle in Scheiblingstein

Im Jahre 1953 wurde über die Initiative von Cäcilia Pressberger von den Bewohnern des Scheiblingsteins der Bau einer Kirche beschlossen. Die seelsorgliche Betreuung des Scheiblingsteines übernahm der aus dem Sudetenland stammende Dechant Karl Mühldorf. Der Bau der Kirche konnte in den Jahren 1954 und 1955 unter Mithilfe fast aller Scheiblingsteiner realisiert werden.
Die St. Hubertus-Kirche wurde am 3. Juli 1955 von dem Wiener Erzbischof Kardinal Innitzer geweiht.
Einen weiteren Bevölkerungszuwachs erlebte der Scheiblingstein durch die Parzellierung der Lehrerwiese im Jahre 1969.

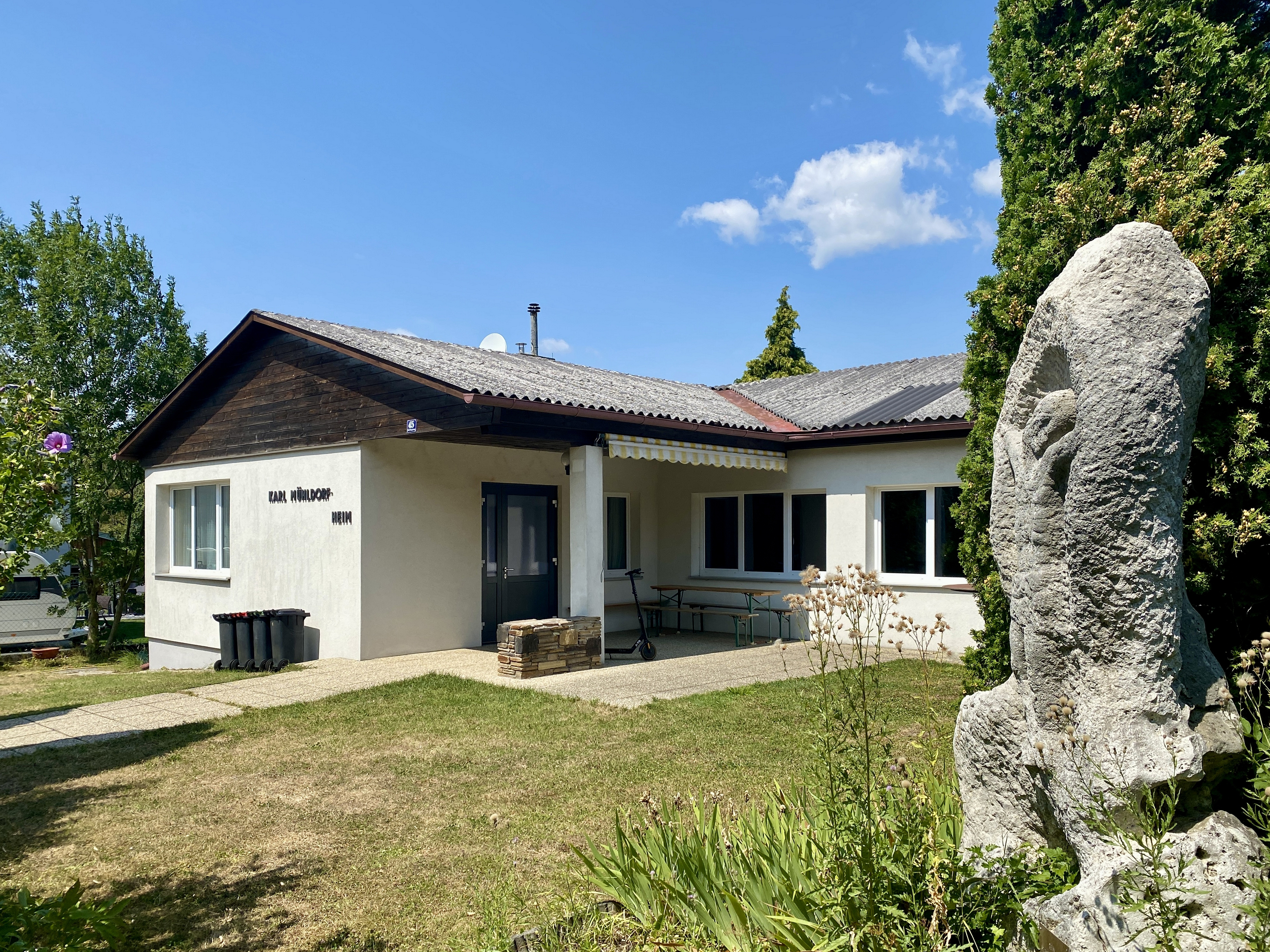
Karl-Mühldorf-Heim

Am 13. November 1970 verstarb Dechant Karl Mühldorf. Das von 1970 bis 1974 durch die unentgeltliche Mitarbeit von vielen Scheiblingsteinern und des belgischen Bauordens errichtete Jugendheim wurde später nach ihm benannt.
Im Jahre 1979 wurde der Ort an das Wasserleitungsnetz der NÖSIWAG sowie im Jahr 1998 an das Gasnetz der EVN angeschlossen.
Am 17. Februar 2016 wurde die Festnetz-Internetstruktur an eine Glasfasertechnologie angeschlossen.
Gemäß einem Dekret, welches Christoph Kardinal Schönborn, katholischer Erzbischof von Wien, am 11. Juli 2012 ausgestellt hatte, wurde die Teilgemeinde Scheiblingstein mit Wirksamkeit vom 1. Oktober 2012 von der Pfarre Maria Rast (Mauerbach-Steinbach), Dekanat Purkersdorf, getrennt und der Pfarre Weidling, Dekanat Klosterneuburg, zugeteilt. Nach einem Zeitraum von 205 Jahren, in denen Scheiblingstein, zwar nicht politisch, aber im kirchlichen Bereich von Mauerbach aus verwaltet worden ist, erfolgt somit eine Rückführung zur Pfarre Weidling, bzw. zum Augustiner Chorherrenstift Klosterneuburg, in dessen Zuständigkeitsbereich Scheiblingstein schon vor dem Jahre 1807 gehört hat.
Am 2. Juni 2017 wurde eine komplett restaurierte Hubertusstatue vor der Kirche aufgestellt.
2014 bekam die Ortschaft Weidlingbach ein offizielles Ortszeichen, in dem auch der Scheiblingsteiner Meilenstein abgebildet ist.
Mit 1. Jänner 2017 erfolgte eine Änderung der Bezirkszugehörigkeit von Wien-Umgebung (WU) zu Tulln (TU).

## Wirtschaft und Infrastruktur

### Freizeit
Neben den abwechslungsreichen Wandermöglichkeiten und den zahlreichen Ausflugszielen rund um Scheiblingstein, befindet sich neben dem Landgasthaus an der Tullner Straße eine Tennissportanlage mit Sandplatz.

### Sehenswürdigkeiten
- Kapelle St. Hubertus, wurde 1954/55 errichtet
- Römerstein der „Scheiblige“